# Amauris intermedia
Amauris intermedia är en fjärilsart som beskrevs av Karl Grünberg 1912. Amauris intermedia ingår i släktet Amauris och familjen praktfjärilar. Inga underarter finns listade i Catalogue of Life.